# Звездин, Степан Александрович
Степан Александрович Звездин (род. 12 февраля 1983, Новосибирск) — российский журналист, редактор, театральный критик и педагог.

## Биография
Будучи студентом филологического факультета Новосибирского государственного педагогического университета в 2003 году организовал издание единственного в Сибири журнала об искусстве «Под маской» и стал его главным редактором (первый номер вышел 31 января 2003 года; с 2008 года выходит под названием «Новосибирский театральный журнал „Под маской“»; с 2011 выходит под названием Новосибирский ОКОЛОтеатральный журнал. Авторами-создателями первых номеров стали сокурсники Звездина С. А. по специализации «Филологическое обеспечение искусствознания» (рук. Шатина Л. П.), театральные критики города. Журнал был основан как периодическое издание о культурной (преимущественно — театральной) жизни Новосибирска. По окончании университета Звездин С. А. приступает к работе над диссертацией об истории и методологии русской театральной критики. В 2006 начинает преподавать дисциплины «История театра» и «Актуальные вопросы театра и кино» в Новосибирском государственном хореографическом колледже. С весны 2007 года, как театральный обозреватель, на постоянной основе сотрудничает с газетой «Известия», и, как редактор и автор-составитель, работает над книгой театрального режиссёра и педагога Изяслава Борисова «…Фрагменты…», которая увидела свет в 2008 году. В конце 2008 года (29 декабря) вышел первый номер сатирической театральной газеты «Моська», также основанной Звездиным.
Начиная с февраля 2009 года Звездин, как обозреватель культурной жизни, сотрудничает с разными федеральными и региональными СМИ: «Петербургский театральный журнал», «Новая газета» и многими другими. Автор более 100 статей о театре. Член Союза журналистов РФ с 2007 года.